# Objectif de développement durable no 10 des Nations unies
Réduction des inégalités
Pour un article plus général, voir Objectifs de développement durable.

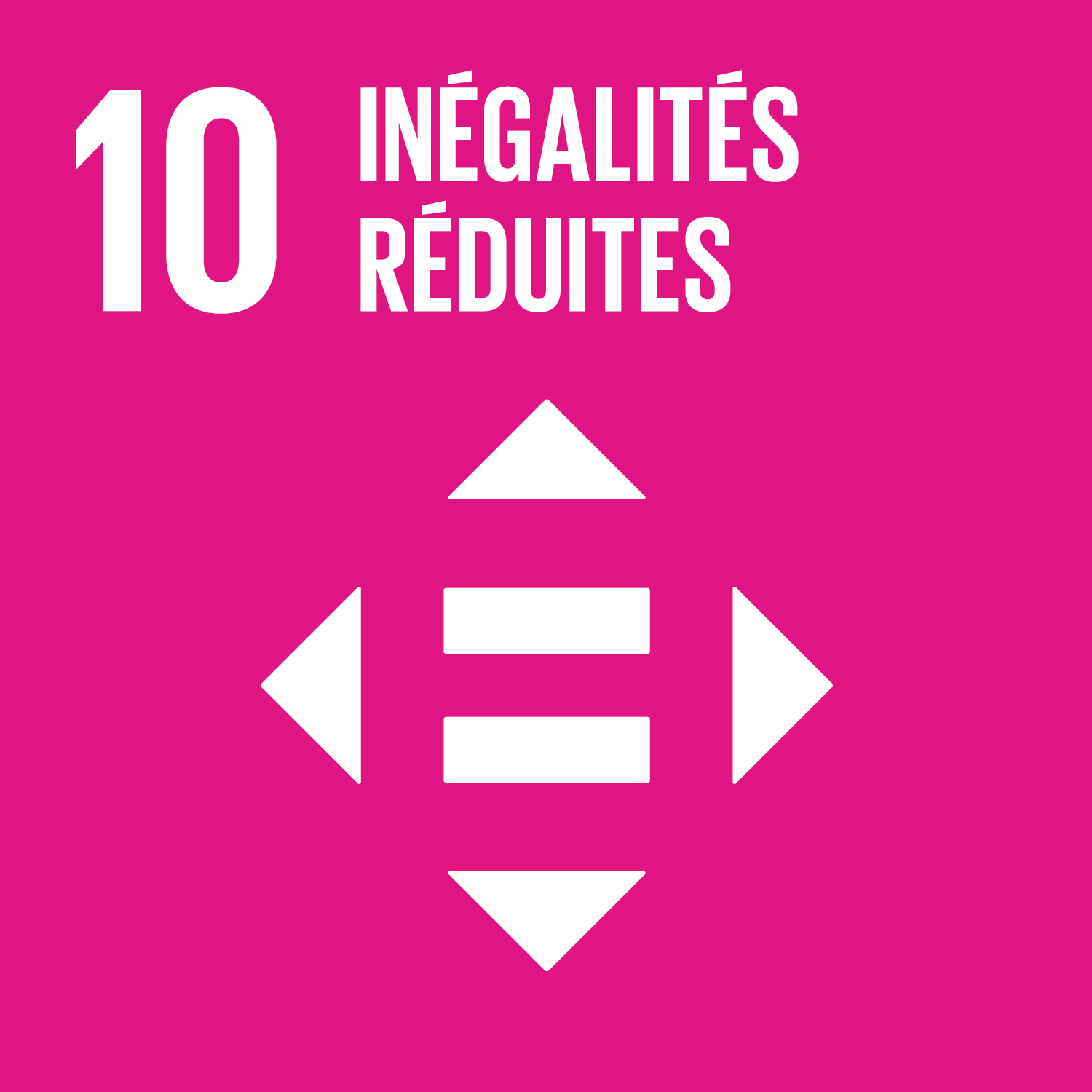
Logo de l'objectif de développement durable no 10.

La thématique de la réduction des inégalités est l'objectif no 10 des 17 Objectifs de développement durable (ODD) adoptés en 2015 par l'Assemblée générale des Nations unies. Son intitulé complet est  : « Réduire les inégalités dans les pays et d’un pays à l’autre ».  
Il s'accompagne de sept cibles et de trois cibles de mise en œuvre.
Les indicateurs permettant le suivi de l'avancement des objectifs sont nombreux et restent souvent contestés.

## Enjeux
L'ONU réfute le caractère inévitable de l'accroissement des inégalités en prenant exemple sur plusieurs pays qui ont réussi à maintenir voire à réduire les inégalités tout en conservant bons résultats en matière de croissance. Il reconnaît également les conséquences des inégalités sur le développement socioéconomique à long terme. Dans les faits, les inégalités sont même préjudiciables à la croissance économique, ainsi qu'à la qualité des relations publiques, et au sentiment d'estime de soi des individus.
En vue de réduire les inégalités, il a été recommandé d’appliquer des politiques dont le principe soit universel tout en prêtant attention aux besoins des populations désavantagées et marginalisées.
Les inégalités ciblées sont de tous types : sexe, handicap, revenu, âge, origine, religion...

## Liste des cibles

### 7 cibles[1]
10.1   D’ici à 2030, faire en sorte, au moyen d’améliorations progressives, que les revenus des 40 % les plus pauvres de la population augmentent plus rapidement que le revenu moyen national, et ce de manière durable
10.2   D’ici à 2030, autonomiser toutes les personnes et favoriser leur intégration sociale, économique et politique, indépendamment de leur âge, de leur sexe, de leur handicap, de leur race, de leur appartenance ethnique, de leurs origines, de leur religion ou de leur statut économique ou autre
10.3   Assurer l’égalité des chances et réduire l’inégalité des résultats, notamment en éliminant les lois, politiques et pratiques discriminatoires et en promouvant l’adoption de lois, politiques et mesures adéquates en la matière
10.4   Adopter des politiques, notamment sur les plans budgétaire, salarial et dans le domaine de la protection sociale, et parvenir progressivement à une plus grande égalité
10.5   Améliorer la réglementation et la surveillance des institutions et marchés financiers mondiaux et renforcer l’application des règles
10.6   Faire en sorte que les pays en développement soient davantage représentés et entendus lors de la prise de décisions dans les institutions économiques et financières internationales, afin que celles-ci soient plus efficaces, crédibles, transparentes et légitimes
10.7   Faciliter la migration et la mobilité de façon ordonnée, sans danger, régulière et responsable, notamment par la mise en œuvre de politiques de migration planifiées et bien gérées

### Modalités de mises en œuvre[1]
10.a   Mettre en œuvre le principe d’un traitement spécial et différencié pour les pays en développement, en particulier les pays les moins avancés, conformément aux accords de l’Organisation mondiale du commerce
10.b   Stimuler l’aide publique au développement et les flux financiers, y compris les investissements étrangers directs, pour les États qui en ont le plus besoin, en particulier les pays les moins avancés, les pays d’Afrique, les petits États insulaires en développement et les pays en développement sans littoral, conformément à leurs plans et programmes nationaux
10.c   D’ici à 2030, faire baisser au-dessous de 3 pour cent les coûts de transaction des envois de fonds effectués par les migrants et éliminer les couloirs de transfert de fonds dont les coûts sont supérieurs à 5 pour cent

## Données et indicateurs

### Monde
D'après l'ONU, si les inégalités entre les pays ont pu être réduites, celles-ci persistent et les inégalités internes se sont quant à elles accrues. La communauté internationale s'accorde de plus en plus à reconnaître que la croissance économique ne suffit pas pour réduire la pauvreté si elle n’est pas bénéfique pour tous et ne concerne pas les trois dimensions du développement durable, c’est-à-dire économique, sociale et environnementale. 
Selon un rapport publié en janvier 2016 par l'Oxfam, le patrimoine net de la moitié la plus pauvre de la population mondiale (3,6 milliards d'individus) équivaut à celui des 62 plus grosses fortunes du monde. 

### France
L'INSEE a établi en 2017 quatre indicateurs pour suivre l'avancement de l'objectif.
- Taux de croissance du revenu réel par unité de consommation

Le revenu net réel disponible des ménages est défini comme la somme de leurs dépenses de consommation finale et de leur épargne, diminuée de la variation de leurs droits nets sur les fonds de pension. 
En France, ce taux est resté relativement stable depuis 1970, contrairement au taux de croissance économique. Il a varié faiblement entre -0,39 % et 3,77 %, pour rester dans une moyenne de 2 %. Après avoir chuté pendant la crise de 2007, il est remonté jusqu'à 1,75 % en 2016.
- Taux de pauvreté (seuil à 50 % du revenu médian)

En France, en 2017, un individu est considéré comme pauvre, selon ce seuil, quand ses revenus mensuels sont inférieurs à 846 euros. En France, le seuil de pauvreté à 50 % est passé de 400 à 850 euros (en euros constants, une fois l’inflation déduite) entre 1970 et 2009, et est resté plus ou moins constant entre 2009 et 2017. On peut donc conclure à une stagnation du niveau de vie médian.
Concernant le nombre de personnes vivant sous ce seuil de pauvreté, il est passé de 6 millions à 4 millions entre 1970 et 1990, puis repart à la hausse à partir de 1990, pour atteindre plus de 5 millions de 2014. Néanmoins, il convient, au vu de l'augmentation de la population française, de raisonner en pourcentage de la population totale. Ainsi, en France, le nombre de personnes vivant sous ce seuil de pauvreté est passé de 12 % à 7 % entre 1970 et 1990, puis de 7 % à plus de 8 % en 2014.
- Poids des rémunérations des salariés dans le PIB
- Aide publique au développement (APD) nette

L'aide publique au développement (APD) est fournie par les États pour améliorer le développement économique et le niveau de vie des pays en développement. Les prêts et crédits consentis à des fins militaires en sont exclus. L'aide peut emprunter la voie bilatérale, (être fournie directement par un donneur à un bénéficiaire), ou transiter par un organisme multilatéral (ONU, Banque mondiale). Elle prend la forme de dons, de prêts assortis de conditions de faveur (comportant un élément de libéralité d'au moins 25 % du total) ou d'apports d'assistance technique. L'OCDE tient une liste de pays et territoires en développement, et seule l'aide qui leur est destinée est comptabilisée dans l'APD. Cette liste, régulièrement mise à jour, compte plus de 150 pays ou territoires dans lesquels le revenu par habitant était inférieur à 12 276 USD en 2010. L'ONU a depuis longtemps déjà assigné pour objectif aux pays développés d'affecter 0,7 % de leur revenu national brut à l'APD. Cet indicateur est mesuré en pourcentage du revenu national brut et en millions USD constants. L'année de référence est 2014.
En France, l'APD a peu évolué, en passant de 0,519 % en 1970, à 0,380 % en 2016. Elle reste supérieure à la moyenne des pays européens, où seuls le Luxembourg et l'Allemagne atteignent l'objectif de 0,7 % fixé par l'OCDE.

## Controverses
La méthode utilisée par Oxfam pour déterminer qui est riche et pauvre, reste contestable : il s'agit du patrimoine net, c’est-à-dire les actifs détenus moins les dettes et ce à partir des données provenant de la banque Crédit Suisse. Ainsi, un individu qui viendrait de s'endetter lourdement pour acheter sa maison, serait considéré comme très pauvre, même si son revenu permet de le mettre à l'abri de toute dépendance financière. En 2015, l'économiste Alexandre Delaigue faisait ainsi remarquer que, selon ce mode de calcul, «la personne la plus pauvre du monde n'est pas un Africain affamé: c'est Jérôme Kerviel, qui depuis sa condamnation doit environ 5 milliards d'euros à la Société Générale, ce qui lui vaut le patrimoine net le plus bas du monde, à moins 5 milliards».